# Campiones d'individual femení dels torneigs del Grand Slam
Llista de guanyadores en la categoria d'individual femenina dels torneigs del Grand Slam:

## Palmarès

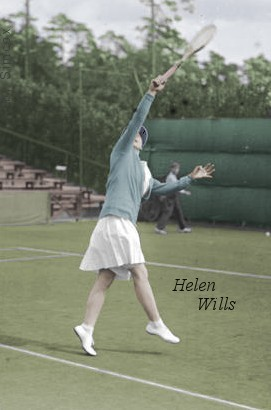
Helen Wills Moody va aconseguir 19 títols de Grand Slam.

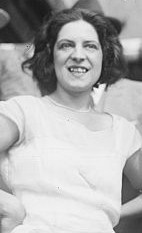
Suzanne Lenglen va aconseguir 8 títols de Grand Slam i fou la primera a guanyar dos títols en un mateix any.

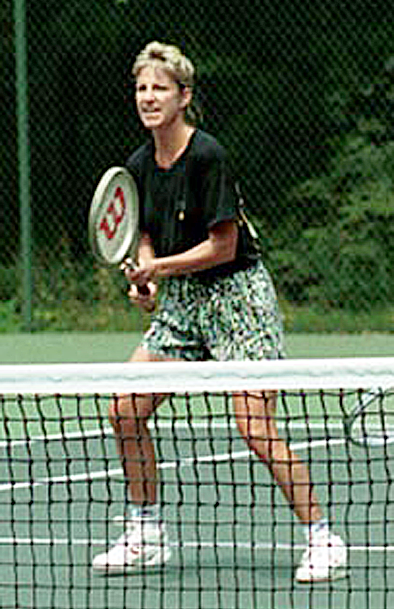
Chris Evert va aconseguir 18 títols de Grand Slam.

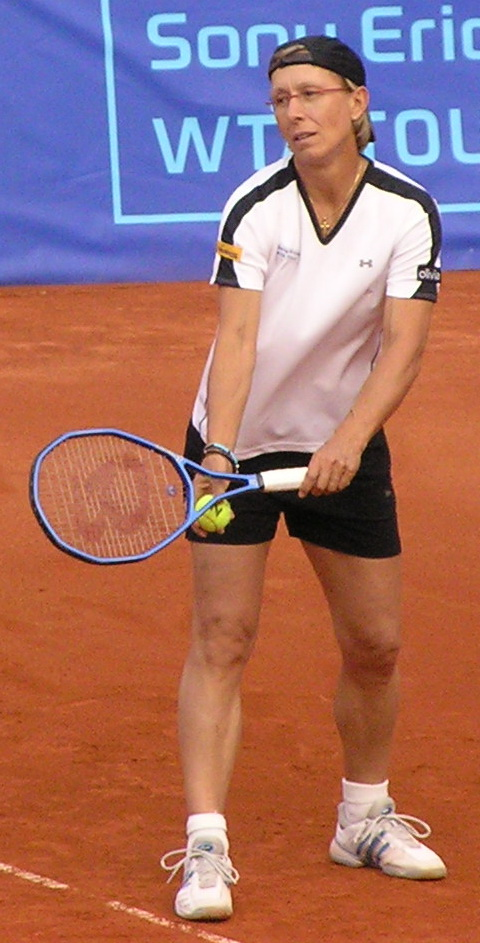
Martina Navrátilová va aconseguir 18 títols de Grand Slam.

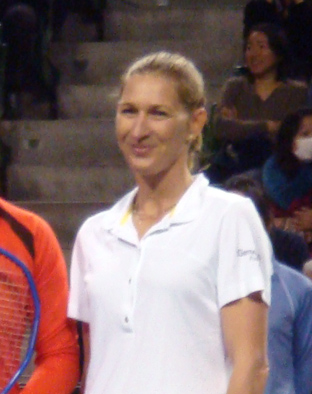
Steffi Graf va aconseguir 22 títols de Grand Slam i és l'única que va aconseguir el Golden Slam pur.

| Llegenda de colors                                         |
| ---------------------------------------------------------- |
| Guanyadors/es dels 4 torneigs Grand Slam en el mateix any. |
| Guanyadors/es de 3 torneigs Grand Slam en el mateix any.   |
| Guanyadors/es de 2 torneigs Grand Slam en el mateix any.   |
| Edicions exclusives pels membres del club.                 |

| Any  | Open d'Austràlia                                | Roland Garros              | Wimbledon                   | US Open                     |
| ---- | ----------------------------------------------- | -------------------------- | --------------------------- | --------------------------- |
| 1884 | iniciat el 1922                                 | iniciat el 1897            | Maud Watson (1/2)           | iniciat el 1887             |
| 1885 | no creat                                        | no creat                   | Maud Watson (2/2)           | no creat                    |
| 1886 | no creat                                        | no creat                   | Blanche Bingley (1/6)       | no creat                    |
| 1887 | no creat                                        | no creat                   | Lottie Dod (1/5)            | Ellen Hansell               |
| 1888 | no creat                                        | no creat                   | Lottie Dod (2/5)            | Bertha Townsend (1/2)       |
| 1889 | no creat                                        | no creat                   | Helen Rice                  | Bertha Townsend (2/2)       |
| 1890 | no creat                                        | no creat                   | Blanche Bingley (2/6)       | Ellen Roosevelt             |
| 1891 | no creat                                        | no creat                   | Lottie Dod (3/5)            | Mabel Cahill (1/2)          |
| 1892 | no creat                                        | no creat                   | Lottie Dod (4/5)            | Mabel Cahill (2/2)          |
| 1893 | no creat                                        | no creat                   | Lottie Dod (5/5)            | Aline Terry                 |
| 1894 | no creat                                        | no creat                   | Blanche Bingley (3/6)       | Helen Hellwig               |
| 1895 | no creat                                        | no creat                   | Charlotte Cooper (1/5)      | Juliette Atkinson (1/3)     |
| 1896 | no creat                                        | no creat                   | Charlotte Cooper (2/5)      | Elisabeth Moore (1/4)       |
| 1897 | no creat                                        | Adine Masson               | Blanche Bingley (4/6)       | Juliette Atkinson (2/3)     |
| 1898 | no creat                                        | Adine Masson               | Charlotte Cooper (3/5)      | Juliette Atkinson (3/3)     |
| 1899 | no creat                                        | Adine Masson               | Blanche Bingley (5/6)       | Marion Jones (1/2)          |
| 1900 | no creat                                        | Hélène Prévost             | Blanche Bingley (6/6)       | Myrtle McAteer              |
| 1901 | no creat                                        | P. Girod                   | Charlotte Cooper (4/5)      | Elisabeth Moore (2/4)       |
| 1902 | no creat                                        | Adine Masson               | Muriel Robb                 | Marion Jones (2/2)          |
| 1903 | no creat                                        | Adine Masson               | Dorothea Douglass (1/7)     | Elisabeth Moore (3/4)       |
| 1904 | no creat                                        | Kate Gillou                | Dorothea Douglass (2/7)     | May Sutton (1/3)            |
| 1905 | no creat                                        | Kate Gillou                | May Sutton (2/3)            | Elisabeth Moore (4/4)       |
| 1906 | no creat                                        | Kate Gillou                | Dorothea Douglass (3/7)     | Helen Homans                |
| 1907 | no creat                                        | Comtesse de Kermel         | May Sutton (3/3)            | Evelyn Sears                |
| 1908 | no creat                                        | Kate Gillou                | Charlotte Cooper (5/5)      | Maud Barger-Wallach         |
| 1909 | no creat                                        | Jeanne Matthey             | Dora Boothby                | Hazel H. Wightman (1/4)     |
| 1910 | no creat                                        | Jeanne Matthey             | Dorothea Douglass (4/7)     | Hazel H. Wightman (2/4)     |
| 1911 | no creat                                        | Jeanne Matthey             | Dorothea Douglass (5/7)     | Hazel H. Wightman (3/4)     |
| 1912 | no creat                                        | Jeanne Matthey             | Ethel Larcombe              | Mary Browne (1/3)           |
| 1913 | no creat                                        | Marguerite Broquedis       | Dorothea Douglass (6/7)     | Mary Browne (2/3)           |
| 1914 | no creat                                        | Marguerite Broquedis       | Dorothea Douglass (7/7)     | Mary Browne (3/3)           |
| 1915 | no creat                                        | no celebrat                | no celebrat                 | Molla Mallory (1/8)         |
| 1916 | no creat                                        | no celebrat                | no celebrat                 | Molla Mallory (2/8)         |
| 1917 | no creat                                        | no celebrat                | no celebrat                 | Molla Mallory (3/8)         |
| 1918 | no creat                                        | no celebrat                | no celebrat                 | Molla Mallory (4/8)         |
| 1919 | no creat                                        | no celebrat                | Suzanne Lenglen (1/8)       | Hazel H. Wightman (4/4)     |
| 1920 | no creat                                        | Suzanne Lenglen            | Suzanne Lenglen (2/8)       | Molla Mallory (5/8)         |
| 1921 | no creat                                        | Suzanne Lenglen            | Suzanne Lenglen (3/8)       | Molla Mallory (6/8)         |
| 1922 | Margaret Molesworth (1/2)                       | Suzanne Lenglen            | Suzanne Lenglen (4/8)       | Molla Mallory (7/8)         |
| 1923 | Margaret Molesworth (2/2)                       | Suzanne Lenglen            | Suzanne Lenglen (5/8)       | Helen Wills (1/19)          |
| 1924 | Sylvia Lance                                    | Emilienne Vlasto           | Kathleen McKane (1/2)       | Helen Wills (2/19)          |
| 1925 | Daphne Akhurst (1/5)                            | Suzanne Lenglen (6/8)      | Suzanne Lenglen (7/8)       | Helen Wills (3/19)          |
| 1926 | Daphne Akhurst (2/5)                            | Suzanne Lenglen (8/8)      | Kathleen McKane (2/2)       | Molla Mallory (8/8)         |
| 1927 | Esna Boyd                                       | Kornelia Bouman            | Helen Wills (4/19)          | Helen Wills (5/19)          |
| 1928 | Daphne Akhurst (3/5)                            | Helen Wills (6/19)         | Helen Wills (7/19)          | Helen Wills (8/19)          |
| 1929 | Daphne Akhurst (4/5)                            | Helen Wills (9/19)         | Helen Wills (10/19)         | Helen Wills (11/19)         |
| 1930 | Daphne Akhurst (5/5)                            | Helen Wills (12/19)        | Helen Wills (13/19)         | Betty Nuthall               |
| 1931 | Coral Buttsworth (1/2)                          | Cilly Aussem (1/2)         | Cilly Aussem (2/2)          | Helen Wills (14/19)         |
| 1932 | Coral Buttsworth (2/2)                          | Helen Wills (15/19)        | Helen Wills (16/19)         | Helen Jacobs (1/5)          |
| 1933 | Joan Hartigan (1/3)                             | Margaret Scriven (1/2)     | Helen Wills (17/19)         | Helen Jacobs (2/5)          |
| 1934 | Joan Hartigan (2/3)                             | Margaret Scriven (2/2)     | Dorothy Round (1/3)         | Helen Jacobs (3/5)          |
| 1935 | Dorothy Round (2/3)                             | Hilde Krahwinkel (1/3)     | Helen Wills (18/19)         | Helen Jacobs (4/5)          |
| 1936 | Joan Hartigan (3/3)                             | Hilde Krahwinkel (2/3)     | Helen Jacobs (5/5)          | Alice Marble (1/5)          |
| 1937 | Nancye Wynne (1/6)                              | Hilde Krahwinkel (3/3)     | Dorothy Round (3/3)         | Anita Lizana                |
| 1938 | Dorothy Cheney                                  | Simone Mathieu (1/2)       | Helen Wills (19/19)         | Alice Marble (2/5)          |
| 1939 | Emily Hood                                      | Simone Mathieu (2/2)       | Alice Marble (3/5)          | Alice Marble (4/5)          |
| 1940 | Nancye Wynne (2/6)                              | no celebrat                | no celebrat                 | Alice Marble (5/5)          |
| 1941 | no celebrat                                     | no celebrat                | no celebrat                 | Sarah Palfrey (1/2)         |
| 1942 | no celebrat                                     | no celebrat                | no celebrat                 | Pauline Betz (1/5)          |
| 1943 | no celebrat                                     | no celebrat                | no celebrat                 | Pauline Betz (2/5)          |
| 1944 | no celebrat                                     | no celebrat                | no celebrat                 | Pauline Betz (3/5)          |
| 1945 | no celebrat                                     | no celebrat                | no celebrat                 | Sarah Palfrey (2/2)         |
| 1946 | Nancye Wynne (3/6)                              | Margaret Osborne (1/6)     | Pauline Betz (4/5)          | Pauline Betz (5/5)          |
| 1947 | Nancye Wynne (4/6)                              | Patricia Canning           | Margaret Osborne (2/6)      | Louise Brough (1/6)         |
| 1948 | Nancye Wynne (5/6)                              | Nelly Landry               | Louise Brough (2/6)         | Margaret Osborne (3/6)      |
| 1949 | Doris Hart (1/6)                                | Margaret Osborne (4/6)     | Louise Brough (3/6)         | Margaret Osborne (5/6)      |
| 1950 | Louise Brough (4/6)                             | Doris Hart (2/6)           | Louise Brough (5/6)         | Margaret Osborne (6/6)      |
| 1951 | Nancye Wynne (6/6)                              | Shirley Fry (1/4)          | Doris Hart (3/6)            | Maureen Connolly (1/9)      |
| 1952 | Thelma Coyne (1/2)                              | Doris Hart (4/6)           | Maureen Connolly (2/9)      | Maureen Connolly (3/9)      |
| 1953 | Maureen Connolly (4/9)                          | Maureen Connolly (5/9)     | Maureen Connolly (6/9)      | Maureen Connolly (7/9)      |
| 1954 | Thelma Coyne (2/2)                              | Maureen Connolly (8/9)     | Maureen Connolly (9/9)      | Doris Hart (5/6)            |
| 1955 | Beryl Penrose                                   | Angela Mortimer (1/3)      | Louise Brough (6/6)         | Doris Hart (6/6)            |
| 1956 | Mary Carter (1/2)                               | Althea Gibson (1/5)        | Shirley Fry (2/4)           | Shirley Fry (3/4)           |
| 1957 | Shirley Fry (4/4)                               | Shirley Brasher            | Althea Gibson (2/5)         | Althea Gibson (3/5)         |
| 1958 | Angela Mortime (2/3)                            | Körmöczy Zsuzsi            | Althea Gibson (4/5)         | Althea Gibson (5/5)         |
| 1959 | Mary Carter (2/2)                               | Christine Truman           | Maria Bueno (1/7)           | Maria Bueno (2/7)           |
| 1960 | Margaret Court (1/24)                           | Darlene Hard (1/3)         | Maria Bueno (3/7)           | Darlene Hard (2/3)          |
| 1961 | Margaret Court (2/24)                           | Ann Haydon-Jones (1/3)     | Angela Mortimer (3/3)       | Darlene Hard (3/3)          |
| 1962 | Margaret Court (3/24)                           | Margaret Court (4/24)      | Karen Hantze                | Margaret Court (5/24)       |
| 1963 | Margaret Court (6/24)                           | Lesley Turner (1/2)        | Margaret Court (7/24)       | Maria Bueno (4/7)           |
| 1964 | Margaret Court (8/24)                           | Margaret Court (9/24)      | Maria Bueno (5/7)           | Maria Bueno (6/7)           |
| 1965 | Margaret Court (10/24)                          | Lesley Turner (2/2)        | Margaret Court (11/24)      | Margaret Court (12/24)      |
| 1966 | Margaret Court (13/24)                          | Ann Haydon Jones (2/3)     | Billie Jean King (1/12)     | Maria Bueno (7/7)           |
| 1967 | Nancy Richey (1/2)                              | Françoise Durr             | Billie Jean King (2/12)     | Billie Jean King (3/12)     |
| 1968 | Billie Jean King (4/12)                         |                            |                             |                             |
| 1968 | Era Open                                        |                            |                             |                             |
| 1968 |                                                 | Nancy Richey (2/2)         | Billie Jean King (5/12)     | Virginia Wade (1/3)         |
| 1969 | Margaret Court (14/24)                          | Margaret Court (15/24)     | Ann Haydon Jones (3/3)      | Margaret Court (16/24)      |
| 1970 | Margaret Court (17/24)                          | Margaret Court (18/24)     | Margaret Court (19/24)      | Margaret Court (20/24)      |
| 1971 | Margaret Court (21/24)                          | Evonne Goolagong (1/7)     | Evonne Goolagong (2/7)      | Billie Jean King (6/12)     |
| 1972 | Virginia Wade (2/3)                             | Billie Jean King (7/12)    | Billie Jean King (8/12)     | Billie Jean King (9/12)     |
| 1973 | Margaret Court (22/24)                          | Margaret Court (23/24)     | Billie Jean King (10/12)    | Margaret Court (24/24)      |
| 1974 | Evonne Goolagong (3/7)                          | Chris Evert (1/18)         | Chris Evert (2/18)          | Billie Jean King (11/12)    |
| 1975 | Evonne Goolagong (4/7)                          | Chris Evert (3/18)         | Billie Jean King (12/12)    | Chris Evert (4/18)          |
| 1976 | Evonne Goolagong (5/7)                          | Sue Barker                 | Chris Evert (5/18)          | Chris Evert (6/18)          |
| 1977 | Kerry Reid (gener) Evonne Goolagong (6/7) (des) | Mima Jaušovec              | Virginia Wade (3/3)         | Chris Evert (7/18)          |
| 1978 | Chris O'Neil                                    | Virginia Ruzici            | Martina Navrátilová (1/18)  | Chris Evert (8/18)          |
| 1979 | Barbara Jordan                                  | Chris Evert (9/18)         | Martina Navrátilová (2/18)  | Tracy Austin (1/2)          |
| 1980 | Hana Mandlíková (1/4)                           | Chris Evert (10/18)        | Evonne Goolagong (7/7)      | Chris Evert (11/18)         |
| 1981 | Martina Navrátilová (3/18)                      | Hana Mandlíková (2/4)      | Chris Evert (12/18)         | Tracy Austin (2/2)          |
| 1982 | Chris Evert (14/18)                             | Martina Navrátilová (4/18) | Martina Navrátilová (5/18)  | Chris Evert (13/18)         |
| 1983 | Martina Navrátilová (8/18)                      | Chris Evert (15/18)        | Martina Navrátilová (6/18)  | Martina Navrátilová (7/18)  |
| 1984 | Chris Evert (16/18)                             | Martina Navrátilová (9/18) | Martina Navrátilová (10/18) | Martina Navrátilová (11/18) |
| 1985 | Martina Navrátilová (13/18)                     | Chris Evert (17/18)        | Martina Navrátilová (12/18) | Hana Mandlíková (3/4)       |
| 1986 | no celebrat                                     | Chris Evert (18/18)        | Martina Navrátilová (14/18) | Martina Navrátilová (15/18) |
| 1987 | Hana Mandlíková (4/4)                           | Steffi Graf (1/22)         | Martina Navrátilová (16/18) | Martina Navrátilová (17/18) |
| 1988 | Steffi Graf (2/22)                              | Steffi Graf (3/22)         | Steffi Graf (4/22)          | Steffi Graf (5/22)          |
| 1989 | Steffi Graf (6/22)                              | Arantxa Sánchez (1/4)      | Steffi Graf (7/22)          | Steffi Graf (8/22)          |
| 1990 | Steffi Graf (9/22)                              | Monica Seles (1/9)         | Martina Navrátilová (18/18) | Gabriela Sabatini           |
| 1991 | Monica Seles (2/9)                              | Monica Seles (3/9)         | Steffi Graf (10/22)         | Monica Seles (4/9)          |
| 1992 | Monica Seles (5/9)                              | Monica Seles (6/9)         | Steffi Graf (11/22)         | Monica Seles (7/9)          |
| 1993 | Monica Seles (8/9)                              | Steffi Graf (12/22)        | Steffi Graf (13/22)         | Steffi Graf (14/22)         |
| 1994 | Steffi Graf (15/22)                             | Arantxa Sánchez (2/4)      | Conchita Martínez           | Arantxa Sánchez (3/4)       |
| 1995 | Mary Pierce (1/2)                               | Steffi Graf (16/22)        | Steffi Graf (17/22)         | Steffi Graf (18/22)         |
| 1996 | Monica Seles (9/9)                              | Steffi Graf (19/22)        | Steffi Graf (20/22)         | Steffi Graf (21/22)         |
| 1997 | Martina Hingis (1/5)                            | Iva Majoli                 | Martina Hingis (2/5)        | Martina Hingis (3/5)        |
| 1998 | Martina Hingis (4/5)                            | Arantxa Sánchez (4/4)      | Jana Novotná                | Lindsay Davenport (1/3)     |
| 2099 | Martina Hingis (5/5)                            | Steffi Graf (22/22)        | Lindsay Davenport (2/3)     | Serena Williams (1/23)      |
| 2000 | Lindsay Davenport (3/3)                         | Mary Pierce (2/2)          | Venus Williams (1/7)        | Venus Williams (2/7)        |
| 2001 | Jennifer Capriati (1/3)                         | Jennifer Capriati (2/3)    | Venus Williams (3/7)        | Venus Williams (4/7)        |
| 2002 | Jennifer Capriati (3/3)                         | Serena Williams (2/23)     | Serena Williams (3/23)      | Serena Williams (4/23)      |
| 2003 | Serena Williams (5/23)                          | Justine Henin (1/7)        | Serena Williams (6/23)      | Justine Henin (2/7)         |
| 2004 | Justine Henin (3/7)                             | Anastassia Mískina         | Venus Williams (5/7)        | Kim Clijsters (1/4)         |
| 2005 | Serena Williams (7/23)                          | Justine Henin (4/7)        | Maria Xaràpova (1/5)        | Svetlana Kuznetsova (1/2)   |
| 2006 | Amélie Mauresmo (1/2)                           | Justine Henin (5/7)        | Amélie Mauresmo (2/2)       | Maria Xaràpova (2/5)        |
| 2007 | Serena Williams (8/23)                          | Justine Henin (6/7)        | Venus Williams (6/7)        | Justine Henin (7/7)         |
| 2008 | Maria Xaràpova (3/5)                            | Ana Ivanović               | Venus Williams (7/7)        | Serena Williams (9/23)      |
| 2009 | Serena Williams (10/23)                         | Svetlana Kuznetsova (2/2)  | Serena Williams (11/23)     | Kim Clijsters (2/4)         |
| 2010 | Serena Williams (12/23)                         | Francesca Schiavone        | Serena Williams (13/23)     | Kim Clijsters (3/4)         |
| 2011 | Kim Clijsters (4/4)                             | Li Na (1/2)                | Petra Kvitová (1/2)         | Samantha Stosur             |
| 2012 | Viktória Azàrenka (1/2)                         | Maria Xaràpova (4/5)       | Serena Williams (14/23)     | Serena Williams (15/23)     |
| 2013 | Viktória Azàrenka (2/2)                         | Serena Williams (16/23)    | Marion Bartoli              | Serena Williams (17/23)     |
| 2014 | Li Na (2/2)                                     | Maria Xaràpova (5/5)       | Petra Kvitová (2/2)         | Serena Williams (18/23)     |
| 2015 | Serena Williams (19/23)                         | Serena Williams (20/23)    | Serena Williams (21/23)     | Flavia Pennetta             |
| 2016 | Angelique Kerber (1/3)                          | Garbiñe Muguruza (1/2)     | Serena Williams (22/23)     | Angelique Kerber (2/3)      |
| 2017 | Serena Williams (23/23)                         | Jeļena Ostapenko           | Garbiñe Muguruza (2/2)      | Sloane Stephens             |
| 2018 | Caroline Wozniacki                              | Simona Halep (1/2)         | Angelique Kerber (3/3)      | Naomi Osaka (1/4)           |
| 2019 | Naomi Osaka (2/4)                               | Ashleigh Barty (1/3)       | Simona Halep (2/2)          | Bianca Andreescu            |
| 2020 | Sofia Kenin                                     | Iga Świątek (1/6)          | no celebrat                 | Naomi Osaka (3/4)           |
| 2021 | Naomi Osaka (4/4)                               | Barbora Krejčíková (1/2)   | Ashleigh Barty (2/3)        | Emma Raducanu               |
| 2022 | Ashleigh Barty (3/3)                            | Iga Świątek (2/6)          | Ielena Ribàkina             | Iga Świątek (3/6)           |
| 2023 | Arina Sabalenka (1/3)                           | Iga Świątek (4/6)          | Markéta Vondrousová         | Coco Gauff (1/2)            |
| 2024 | Arina Sabalenka (2/3)                           | Iga Świątek (5/6)          | Barbora Krejčíková (2/2)    | Arina Sabalenka (3/3)       |
| 2025 | Madison Keys                                    | Coco Gauff (2/2)           | Iga Świątek (6/6)           |                             |

## Estadístiques

### Campiones per dècades
| 6 | Świątek |

| 3 | Sabalenka |

| 2 | Barty, Gauff, Krejčíková, Osaka |

| 1 | Kenin, Keys, Raducanu, Ribàkina, Vondrousová |

| 12 | S. Williams |

| 3 | Kerber |

| 2 | Azàrenka, Clijsters, Halep, Kvitová, Li, Muguruza, Osaka, Xaràpova |

| 1 | Andreescu, Bartoli, Barty, Ostapenko, Pennetta, Schiavone, Stephens, Stosur, Wozniacki |

| 10 | S. Williams |

| 7 | Henin, V. Williams |

| 3 | Capriati, Xaràpova |

| 2 | Clijsters, Kuznetsova, Mauresmo |

| 1 | Davenport, Ivanovic, Mískina, Pierce |

| 14 | Graf |

| 9 | Seles |

| 5 | Hingis |

| 3 | Sánchez |

| 2 | Davenport |

| 1 | Majoli, Martínez, Navrátilová, Novotna, Pierce, Sabatini, S. Williams |

| 15 | Navrátilová |

| 9 | Evert |

| 8 | Graf |

| 4 | Mandlikova |

| 1 | Austin, Goolagong, Sánchez |

| 9 | Evert |

| 8 | Court |

| 7 | King |

| 6 | Goolagong |

| 2 | Navrátilová, Wade |

| 1 | Austin, Barker, Jausovec, Jordan, O'Neil, Reid, Ruzici |

| 16 | Court |

| 5 | Bueno, King |

| 3 | Jones, Hard |

| 2 | Richey, Turner |

| 1 | Durr, Hantze, Mortimer, Wade |

| 9 | Connolly |

| 5 | Gibson, Hart |

| 4 | Fry |

| 3 | Brough |

| 2 | Bueno, Carter-Reitano, Long, Mortimer |

| 1 | Bloomer, Osborne, Penrose, Truman, Wynne, Kormoczy |

| 5 | Betz, Osborne |

| 4 | Wynne |

| 3 | Brough |

| 2 | Palfrey |

| 1 | Hart, Marble, Landry, Payot, Canning |

| 8 | Wills |

| 5 | Jacobs |

| 4 | Marble |

| 3 | Hartigan, Krahwinkel, Round |

| 2 | Aussem, Mathieu, McInnes, Scriven |

| 1 | Akhurst, Bundy, Hood, Lizana, Nuthall, Wynne |

| 11 | Wills |

| 7 | Lenglen |

| 4 | Akhurst, Mallory |

| 2 | McKane, Molesworth |

| 1 | Bouman, Boyd, Lance |

| 4 | Douglass, Mallory |

| 3 | Browne, Wightman |

| 1 | Larcombe, Lenglen |

| 3 | Douglass, Sutton, Moore |

| 2 | Cooper |

| 1 | Barger-Wallach, Bingley, Boothby, Homans, Jones, McAteer, Robb, Sears, Wightman |

| 4 | Bingley |

| 3 | Atkinson, Cooper, Dod |

| 2 | Cahill |

| 1 | Hellwig, Jones, Moore, Terry, Roosevelt |

| 2 | Dod, Townsend, Watson |

| 1 | Bingley, Hansell, Rice |

### Campiones múltiples
Nota: En negreta les tennistes en actiu.
| Títols | Tennistes |
| ------ | --- |
| 24     | Margaret Court |
| 23     | Serena Williams |
| 22     | / Steffi Graf |
| 19     | Helen Wills |
| 18     | Chris Evert, Martina Navrátilová |
| 12     | Billie Jean King |
| 9      | Maureen Connolly, / Monica Seles |
| 8      | / Molla Bjurstedt, Suzanne Lenglen |
| 7      | Maria Bueno, Dorothea Douglass, Evonne Goolagong, Justine Henin, Venus Williams |
| 6      | Blanche Bingley, Louise Brough, Doris Hart, Margaret Osborne, Iga Świątek, Nancye Wynne |
| 5      | Daphne Akhurst, Pauline Betz, Charlotte Cooper, Lottie Dod, Althea Gibson, Martina Hingis, Helen Jacobs, Alice Marble, Maria Xaràpova |
| 4      | Kim Clijsters, Shirley Fry, Hazel H. Wightman, Hana Mandlíková, Elisabeth Moore, Naomi Osaka, Arantxa Sánchez |
| 3      | Juliette Atkinson, Ashleigh Barty, Mary Browne, Jennifer Capriati, Lindsay Davenport, Darlene Hard, Joan Hartigan, Ann Haydon-Jones, Angelique Kerber, Hilde Krahwinkel, Angela Mortimer, Dorothy Round, Arina Sabalenka, May Sutton, Virginia Wade |
| 2      | Cilly Aussem, Tracy Austin, Viktória Azàrenka, Mabel Cahill, Mary Carter, Thelma Coyne, Coco Gauff, Simona Halep, Marion Jones, Barbora Krejčíková, Svetlana Kuznetsova, Petra Kvitová, Li Na, Coral McInnes, Kathleen McKane, Simone Mathieu, Amélie Mauresmo, Margaret Molesworth, Garbiñe Muguruza, Sarah Palfrey, Mary Pierce, Nancy Richey, Margaret Scriven, Bertha Townsend, Lesley Turner, Maud Watson |

### Campiones per països
Nota: En cursiva els països desapareguts.
| Títols | Països                                                                                           |
| ------ | ------------------------------------------------------------------------------------------------ |
| 202    | Estats Units                                                                                     |
| 65     | Austràlia                                                                                        |
| 52     | Regne Unit                                                                                       |
| 21     | Alemanya, França                                                                                 |
| 11     | Bèlgica                                                                                          |
| 9      | Alemanya Occidental                                                                              |
| 8      | Rússia                                                                                           |
| 7      | Brasil, Espanya                                                                                  |
| 6      | Iugoslàvia, Polònia, Suïssa, Txèquia                                                             |
| 5      | Belarús, Txecoslovàquia                                                                          |
| 4      | Japó, Noruega                                                                                    |
| 3      | Romania, Sèrbia i Montenegro                                                                     |
| 2      | Itàlia, R.P. de la Xina                                                                          |
| 1      | Argentina, Canadà, Croàcia, Dinamarca, Hongria, Kazakhstan, Letònia, Països Baixos, Sèrbia, Xile |

### Campiones per torneig
| Grand Slam       | Títols | Tennistes                 |
| ---------------- | ------ | ------------------------- |
| Open d'Austràlia | 11     | Margaret Court            |
| Roland Garros    | 7      | Chris Evert               |
| Wimbledon        | 9      | Martina Navrátilová       |
| US Open          | 8      | / Molla Bjurstedt Mallory |

### Campiones Grand Slam

#### Grand Slam pur
| Any  | Tennista         |
| ---- | ---------------- |
| 1953 | Maureen Connolly |
| 1970 | Margaret Court   |
| 1988 | Steffi Graf      |

#### Grand Slam seguit
| Anys      | Tennista            |
| --------- | ------------------- |
| 1969−1970 | Margaret Court      |
| 1984−1985 | Martina Navrátilová |
| 1988−1989 | Steffi Graf         |
| 1993−1994 | Steffi Graf         |
| 2002−2003 | Serena Williams     |
| 2014−2015 | Serena Williams     |

#### Grand Slam durant la carrera
Nota: Any en el qual van guanyar del primer títol de cada torneig i en negreta el darrer títol guanyat.
| Tennista                 | Open d'Austràlia | Roland Garros | Wimbledon | US Open |
| ------------------------ | ---------------- | ------------- | --------- | ------- |
| Maureen Connolly Brinker | 1953             | 1953          | 1952      | 1951    |
| Doris Hart               | 1949             | 1950          | 1951      | 1954    |
| Shirley Fry Irvin        | 1957             | 1951          | 1956      | 1956    |
| Margaret Court           | 1960             | 1962          | 1963      | 1962    |
| Billie Jean King         | 1968             | 1972          | 1966      | 1967    |
| Chris Evert              | 1982             | 1974          | 1974      | 1975    |
| Martina Navrátilová      | 1981             | 1982          | 1973      | 1983    |
| / Steffi Graf            | 1988             | 1987          | 1988      | 1988    |
| Serena Williams          | 2003             | 2002          | 2002      | 1999    |
| Maria Xaràpova           | 2008             | 2012          | 2004      | 2006    |

- Serena Williams va aconseguir el Golden Slam el 2012 perquè a part d'aconseguir els quatre títols de Grand Slam, va guanyar la medalla d'or en els Jocs Olímpics de Londres (2012).

### Campiones Golden Slam

#### Golden Slam pur
| Any  | Tennista    |
| ---- | ----------- |
| 1988 | Steffi Graf |

#### Golden Slam durant la carrera
Nota: Any en el qual van guanyar del primer títol de cada torneig. En negreta el darrer títol guanyat.
| Tennista        | Open d'Austràlia | Roland Garros | Wimbledon | US Open | Jocs Olímpics |
| --------------- | ---------------- | ------------- | --------- | ------- | ------------- |
| / Steffi Graf   | 1988             | 1987          | 1988      | 1988    | 1988          |
| Serena Williams | 2003             | 2002          | 2002      | 1999    | 2012          |

### Campiones de tres torneigs Grand Slam en un any
| - Austràlia−Roland Garros−Wimbledon - 1953 Maureen Connolly Brinker - 1970 Margaret Court - 1988 Steffi Graf - 2015 Serena Williams | - Austràlia−Roland Garros−Estats Units - 1953 Maureen Connolly Brinker - 1962 Margaret Court - 1969 Margaret Court (2) - 1970 Margaret Court (3) - 1973 Margaret Court (4) - 1988 Steffi Graf - 1991 Monica Seles - 1992 / Monica Seles (2) | - Austràlia−Wimbledon−Estats Units - 1953 Maureen Connolly Brinker - 1965 Margaret Court - 1970 Margaret Court (2) - 1983 Martina Navrátilová - 1988 Steffi Graf - 1989 Steffi Graf (2) - 1997 Martina Hingis | - Roland Garros−Wimbledon−Estats Units - 1928 Helen Wills Moody - 1929 Helen Wills Moody (2) - 1953 Maureen Connolly Brinker - 1970 Margaret Court - 1972 Billie Jean King - 1984 Martina Navrátilová - 1988 Steffi Graf - 1993 Steffi Graf (2) - 1995 Steffi Graf (3) - 1996 Steffi Graf (4) - 2002 Serena Williams |

### Altres
Guanyadores de tres títols consecutius:
- Helen Wills Moody (1928-1929)
- Maureen Connolly (1952-1953)
- Margaret Court (1965-1966)
- Billie Jean King (1972)
- Martina Navrátilová (1984)
- Steffi Graf (1989-1990, 1993, 1995 i 1996)
- Monica Seles (1991-1992)
- Martina Hingis (1997-1998)
- Serena Williams (2002, 2014-2015)

Guanyadores de 4 o més títols en un torneig del Grand Slam:
- Lottie Dod – Wimbledon (5)
- Blanche Bingley Hillyard – Wimbledon (6)
- Dorothea Doublass – Wimbledon (7)
- Hazel H. Wightman – Estats Units (4)
- Molla Mallory – Estats Units (8)
- Suzanne Lenglen – Wimbledon (6)
- Helen Wills Moody – Estats Units (7), Wimbledon (8) i Roland Garros (4)
- Helen Jacobs – Estats Units (4)
- Alice Marble – Estats Units (4)
- Nancye Wynne Bolton – Austràlia (6)
- Pauline Betz – Estats Units (4)
- Louise Brough – Wimbledon (4)
- Maria Bueno – Estats Units (4)
- Margaret Court – Austràlia (11), Roland Garros (5) i Estats Units (5),
- Billie Jean King – Wimbledon (6), Estats Units (4)
- Evonne Goolagong – Austràlia (4)
- Chris Evert – Roland Garros (7) i Estats Units (6)
- Martina Navrátilová – Wimbledon (9) i Estats Units (4)
- Steffi Graf – Roland Garros (6), Austràlia (4), Wimbledon (7) i Estats Units (5)
- Monica Seles – Austràlia (4)
- Justine Henin – Roland Garros (4)
- Venus Williams – Wimbledon (5)
- Serena Williams – Wimbledon (7), Austràlia (7), Estats Units (6)
- Iga Świątek – Roland Garros (4)

Guanyadores de 3 o més títols consecutius en un torneig del Grand Slam
- Lottie Dod – Wimbledon (1891-1893)
- Hazel H. Wightman – Estats Units (1909-1911)
- Molly Brown – Estats Units (1912-1914)
- Molla Mallory – Estats Units (1914-1918 i 1920-1922)
- Susanne Lenglen – Wimbledon (1919-1923)
- Helen Wills Moody – Estats Units (1923-1925 i 1927-1929); Wimbledon (1927-1930) i Roland Garros (1928-1930)
- Daphne Akhurst – Austràlia (1928-1930)
- Helen Jacobs – Estats Units (1932-1935)
- Alice Marble – Estats Units (1938-1940)
- Pauline Betz – Estats Units (1942-1944)
- Nancye Wynne Bolton – Austràlia (1946-1948)
- Louise Brough – Wimbledon (1948-1950)
- Margaret du Pont – Estats Units (1948-1950)
- Maureen Connelly – Estats Units (1951-1953) i Wimbledon (1952-1953)
- Margaret Court – Austràlia (1960-1966 i 1969-1971)
- Billie Jean King – Wimbledon (1966-1968)
- Evonne Goolagong – Austràlia (1974-1976)
- Chris Evert – Estats Units (1975-1978)
- Martina Navrátilová – Wimbledon (1982-1987)
- Steffi Graf – Austràlia (1988-1990) i Wimbledon (1991-1993)
- Monica Seles – Roland Garros (1990-1992) i Austràlia (1991-1993)
- Martina Hingis – Austràlia (1997-1999)
- Justine Henin – Roland Garros (2005-2007)
- Serena Williams – Estats Units (2012-2014)
- Iga Świątek – Roland Garros (2022-2024)